# گورستان توپی
قبرستان توپی مربوط به سدهٔ ۷ و ۸ ه.ق است و در شهرستان خرم بید، بخش مرکزی، دهستان قشلاق، ۲ کیلومتری مانده به روستای مشکان، جنوب جاده آسفالته واقع شده و این اثر در تاریخ ۲۶ اسفند ۱۳۸۶ با شمارهٔ ثبت ۲۱۸۸۹ به‌عنوان یکی از آثار ملی ایران به ثبت رسیده است.